# Asesinato de Abby Choi
El asesinato de Abby Choi fue un homicidio suscitado el 21 de febrero de 2023, tres días después de que fuese reportada como desaparecida la socialite, influencer y modelo de Hong Kong de 28 años. Su cuerpo decapitado se encontró en Tai Po, un suburbio de Hong Kong. Según se informa, algunas partes de su cuerpo estaban ocultas en un refrigerador y otras cocidas.
Según la policía de Hong Kong, habían arrestado a un total de cinco sospechosos por el presunto asesinato de Choi, principalmente su exesposo, su ex suegro y su ex cuñado, y otra persona en relación con la muerte de Choi. Las investigaciones están actualmente en curso.

## Descubrimiento del cadáver
El 24 de febrero del 2023, tres días después de su desaparición, el cadáver sin cabeza de Abby Choi, de 28 años, se descubrió en un pueblo de Tai Po en Hong Kong. Según se informa, algunas de las partes del cuerpo estaban ocultas dentro de un refrigerador y otras cocidas, por lo que la policía clasificó el caso como asesinato. Choi fue reportada como desaparecida después de no haber podido recoger a su hija de la escuela, como hacía normalmente. Entró por última vez al coche de su ex cuñado y conductor. En la escena del crimen se encontraron una sierra de carne y una sierra eléctrica, de acuerdo con las declaraciones policiales a la prensa.
Según los informes de noticias, Choi había debutado como influencer antes de llevar su carrera a los principales medios de comunicación. Era un icono de la moda capaz de mezclar y combinar piezas, lo que la convirtió en tendencia. Tenía más de cien mil seguidores en su cuenta de Instagram e iba regularmente a la Semana de la Moda de París. Había aparecido en revistas como Elle, Harper’s Bazaar y Vogue. Menos de dos semanas antes de su muerte, apareció en la portada de la revista Fashion and Luxury Lifestyle L’Officiel Monaco. Como la mayor de tres hijas, Choi creció en una familia rica que llevaba un negocio de construcción con conexiones con otras empresas chinas, y su patrimonio neto personal era más de HK $ 100 millones. Choi también se dedicó a la filantropía al cofundar la organización caritativa de Paomes, un grupo dedicado a ayudar a los animales callejeros.

## Investigaciones
Después de que saliese a la luz el asesinato, la policía arrestó por primera vez a tres sospechosos el 25 de febrero de 2023. Uno de ellos, Anthony Kwong Kong-kit (鄺港傑) era el ex cuñado y conductor contratado de Choi. Los otros dos eran los padres del primer sospechoso y suegros de Choi antes de divorciarse de su primer esposo, Alex Kwong Kong-chi (鄺港智, de profesión ingeniero eléctrico). Choi se casó con este último cuando tenía 18 años y tuvo dos hijos durante su matrimonio de tres años antes de que terminara con un divorcio en una fecha desconocida. Posteriormente, Choi se casó con su esposo actual, Chris Tam, cuyo padre es el fundador de una cadena de restaurantes Tamjai Yunnan Mixian, y tuvo dos hijos más con Tam. A pesar de su divorcio, Choi mantuvo una relación cercana con su exesposo y sus parientes.
Después de una cacería humana en toda la ciudad de la policía (con una recompensa que ascendía aproximadamente a 2 millones de dólares hongkoneses), Alex Kwong fue el cuarto arrestado después de intentar escapar sin éxito de Hong Kong en barco. Se dijo que el ex suegro de Choi, Kwong Kau (鄺球 en hongkonés) ideó su asesinato. Se cree que el motivo fue una disputa.
El 26 de febrero de 2023, la policía encontró la cabeza cortada de Choi y varias de sus costillas dentro de una olla de sopa cocida. Asimismo, se arrestó a un quinto sospechoso en relación con el asesinato, Ng Chi Wing (伍志榮) de 47 años, una amante de Kwong Kau. Se decía que había ayudado a ocultar a Alex Kwong antes de su aparente intento de huir de Hong Kong. La búsqueda de la otra mano, del torso y otras partes del cuerpo que faltaban permanecieron en curso. Más de cien agentes se movilizaron para buscar las partes del cuerpo faltantes.
El 27 de febrero de 2023, la policía procedió con cargos de asesinato contra Alex Kwong, su hermano y su padre, mientras acusaba a la madre de Alex Kwong de pervertir el curso de la justicia. A los cuatro sospechosos, a los que se acusó formalmente en la corte, se les negó la fianza y se les detuvo en prisión preventiva. Sus casos se aplazaron al 8 de mayo del 2023.
Según las leyes de Hong Kong, una condena por asesinato conlleva la sentencia obligatoria de cadena perpetua. Originalmente, la pena de muerte era el único castigo legal por asesinato en Hong Kong antes de que se aboliese por completo en 1993, con lo que los jueces pasaron a poder imponer cadenas perpetuas como penalización permitida por asesinato.

## Sospechosos
- Alex Kwong Kong -chi (鄺港智), 28, exesposo de Choi, acusado de asesinato.
- Anthony Kwong Kong-kit (鄺港傑), 31,[30] hermano de Alex Kwong y ex cuñado de Choi, acusado de asesinato.[31]
- Kwong Kau (鄺球), 65,[30] padre de Alex Kwong y Anthony Kwong, el ex suegro de Choi, acusado de asesinato.[31]
- Jenny Li Sui-Heung (李瑞香), 63,[30] madre de Alex Kwong y Anthony Kwong, la ex suegra de Choi, acusada de pervertir el curso de la justicia.[31]
- Ng Chi Wing (伍志榮), 47, amante de Kwong Kau, acusada de ayudar al delincuente.[32][33]
- Henry Lam-Shun (林舜), 41, Alex Kwong Kong -chi.
- Irene Pan Hau-Yin (潘巧賢), 29, Alex Kwong Kong -chi.

## Reacciones nacionales e internacionales
El asesinato conmocionó a la ciudad de Hong Kong, apareciendo en los titulares a nivel nacional e internacional. La naturaleza de alto perfil del crimen hizo recordar otros crímenes notorios ocurridos en el pasado, incluido el asesino en serie Lam Kor-wan (cuya pena de muerte original se conmutó por la de cadena perpetua) y el asesinato de Hello Kitty de 1999 (donde se condenó a tres personas a prisión entre 18 años y de por vida).
Según los informes, el actor de Hong Kong Aaron Kwok y su esposa Moka Fang quedaron devastados con la muerte de Choi, amiga cercana de la pareja, y ofrecieron sus condolencias, describiéndola como una buena amiga. El actual esposo de Choi, con el que tenía dos hijos, la recordaba como una esposa y madre que solía estar atenta y cuidar a su familia. Declaró que cuidaría a los niños, incluidos a sus dos hijastros. El suegro de Choi la consideraba una hija que no era suya. Del mismo modo, la madre de Choi homenajeó a su hija mayor hablando de los buenos momentos que vivió con ella, a la que describió como filial. Mientras miles de fanáticos e internautas de todo el mundo le ofrecían sus condolencias a la víctima, algunos internautas chinos declararon que los asesinos merecían la pena de muerte y manifestaron su decepción por que no se pudiese aplicar en Hong Kong, a pesar del uso continuo de la pena capital en China por delitos graves. La escuela a la que asistían los hijos de Choi también declaró que se proporcionarían sesiones de asesoramiento a sus hijos y a cualquier otro estudiante afectado por la trágica naturaleza del crimen.
La comunidad de la aldea Lung Mei de Tai Po, donde se encontraron la mayoría de las partes del cuerpo desmembradas de Choi, también organizó rituales taoístas para «calmar el espíritu» de la fallecida debido a la horrible y trágica naturaleza de su muerte. Los familiares y amigos de Choi se reunieron fuera de la escena del crimen para mostrarle sus respetos.
La policía dio una conferencia de prensa, asegurando a la población que se esforzaría por garantizar que la justicia se cumpla al máximo para la víctima y su familia.